# Saints Row 2
(Tagline del gioco)
Saints Row 2 è un videogioco d'azione con visuale in terza persona, sviluppato da Volition e pubblicato da THQ, seguito del gioco Saints Row del 2006. È uscito nell'ottobre 2008 per Xbox 360 e PlayStation 3, mentre una conversione per Microsoft Windows è stata pubblicata il 5 gennaio 2009. 

## Trama
Due anni dopo il primo capitolo, il protagonista, dopo essere sopravvissuto all’esplosione dello yacht di Alderman Hughes, si risveglia dal coma in cui era caduto, ritrovandosi nel carcere di massima sicurezza di Stilwater. Al suo risveglio viene assistito da Carlos Mendoza, fratello di un vecchio membro della banda dei 3rd Street Saints, che lo aiuta ad evadere e a tornare a Stilwater. Carlos informa il protagonista che durante la sua assenza la banda ha perso il suo potere ed è finita, dato che Julius Little è scomparso e Troy Bradshaw, che in realtà era sempre stato un poliziotto infiltrato, è diventato il capo della polizia; degli altri membri alcuni sono stati uccisi, altri arrestati e altri ancora sono scomparsi o hanno cambiato vita. Lo stesso quartiere di Saints Row è stato riqualificato, diventando un'imponente area residenziale e commerciale sotto il controllo della Ultor Corporation, azienda tessile divenuta una potente multinazionale che aspira al controllo della città.
Dopo aver aiutato il suo amico Johnny Gat, ex membro di spicco della banda dei Saints, a sfuggire al suo processo, il protagonista dovrà sconfiggere le bande rivali dei Ronin, dei Sons of Samedi e della Brotherhood of Stilwater per riconquistare la città e mandare a monte i piani di conquista della Ultor.

## Modalità di gioco

### Ambientazione
Il gioco è ambientato nell’immaginaria città di Stilwater come nel primo capitolo, ma la mappa è stata ampliata, inserendo nuovi distretti e infrastrutture come la prigione, l’aeroporto e la centrale nucleare: in totale, vi sono 45 quartieri divisi in 20 distretti.

### Gameplay
Il protagonista, il cui nome non viene mai esplicitato e che i fan del gioco hanno soprannominato Playa (dall’inglese player, “giocatore”), è altamente personalizzabile nel fisico e nell’abbigliamento: la scelta degli attributi fisici viene fatta durante la prima missione, durante la quale viene spiegato che il protagonista è stato sottoposto a un vasto intervento chirurgico durante il coma in cui ha versato per cinque anni. Tra gli attributi personalizzabili vi sono anche il sesso del protagonista (uomo o donna), la sua appartenenza etnica e la sua carnagione.
Le missioni vengono sbloccate aumentando il punteggio del rispetto: ciò avviene completando altre missioni oppure minigiochi e missioni secondarie. Se durante una missione il giocatore muore o fallisce l’obiettivo, gli viene data la possibilità di riprovare subito dall’ultimo checkpoint.
Nel gioco è possibile manovrare una vasta gamma di mezzi di trasporto, quali auto, moto, elicotteri, motoscafi e aeroplani. I modelli sono tutti fittizi, ma in molti è possibile ravvisare somiglianze anche molto marcate con veicoli del mondo reale.

### Minigiochi e missioni secondarie
Oltre alle missioni della storia principale sono disponibili anche missioni secondarie, divise in attività e diversivi. Completandole si può aumentare il rispetto, guadagnare denaro e sbloccare potenziamenti.
Le attività sono divise in:
- Assalto in elicottero: al giocatore verrà affidato un elicottero d’attacco in disuso per compiere un attacco aereo sulle gang rivali;
- Chop Shop: consegna di veicoli senza limitazioni di tempo. Al giocatore viene data una lista di modelli da trovare in giro per la città, con l’obiettivo di rubarli e portarli in un’officina. Non è necessario che ciò avvenga subito: il giocatore può continuare a svolgere missioni ed esplorare la mappa, ma se salirà su un veicolo presente sulla lista, ciò gli sarà notificato da una scritta in sovraimpressione e il GPS si imposterà sull’officina che l’ha richiesta. Il giocatore potrà tuttavia scegliere se ignorare tale avviso. La ricompensa per ciascuna consegna varia a seconda dello stato della vettura al momento dell’arrivo in officina: più danni ha riportato, meno soldi si riceveranno.
- Controlla la folla: il giocatore farà da bodyguard alle celebrità durante eventi pubblici, tenendo a bada i fan più scalmanati mettendoli fuori combattimento e lanciandoli via quando questi molesteranno il VIP di turno;
- Demolition derby: il giocatore dovrà distruggere le auto avversarie nell'arena cittadina, tamponandole e cercando di non distruggere la sua;
- Escort: il giocatore farà da autista personale ad una prostituta d’alto bordo, cercando di evitare i paparazzi che vogliono fotografare i suoi clienti;
- Fight Club: si tratta di lotta corpo a corpo su un ring, sempre all'interno dell'arena;
- Frode assicurativa: il giocatore si recherà presso incroci trafficati o svincoli autostradali e cercherà di frodare l’assicurazione fingendo infortuni. Per fare ciò è necessario premere un tasto che attiverà la modalità "ragdoll" del giocatore: buttandosi sulle auto in transito questi otterrà un bonus tanto più alto quanto più lontano verrà sbalzato. Il bonus è inoltre proporzionale ai danni fisici subiti rimbalzando su altre vetture o contro palazzi, lampioni e idranti e viene ulteriormente moltiplicato quando il giocatore, dopo aver riportato una certa quantità di danni, entra nella modalità adrenalina;
- Fuzz: vestito da poliziotto, il giocatore accompagnerà il cameraman del reality FUZZ, la trasmissione più seguita di Stilwater. Il suo compito sarà fermare attività criminali in maniera tutt’altro che legale (massacrando chiunque sia coinvolto con varie armi fornite dal cameraman) entro lo scadere del tempo;
- Palla di fuoco: il giocatore indossa una tuta ignifuga, si cosparge di benzina, si dà fuoco e semina il panico per Stilwater a bordo di un quad. Più danni si causa, più tempo si ottiene per completare l’itinerario stabilito tra un checkpoint e l’altro.
- Pappone: il giocatore dovrà uccidere i papponi rivali e reclutare le loro prostitute, ampliando così il proprio giro.
- Trafficante di droga: il giocatore, armato di fucile a pompa, dovrà dare un passaggio a uno spacciatore e proteggerlo mentre gira Stilwater e combina affari;
- Vandalismo: il giocatore dovrà seminare il panico per Stilwater, facendo quanti più danni possibili prima dello scadere del tempo;
- Vendicatore settico: alla guida di un furgone settico si dovrà sparare letame sulle facciate degli edifici di valore della città, allo scopo di diminuirne il valore. È possibile (e a volte anche esplicitamente richiesto) spruzzare veicoli e persone allo stesso modo.

I diversivi prevedono invece il completamento di acrobazie coi veicoli, la raccolta di 50 CD disseminati per la mappa, la scoperta di aree segrete e il disegno di graffiti della banda dei Saints sopra quelli delle gang rivali.

## Collegamenti col passato
Vi sono numerosi collegamenti col primo Saints Row; uno di questi si può scoprire tramite una missione extra sbloccabile:
- Benjamin "Ben" King: ha scritto un libro sulla sua vita.

- Julius Little: ha collaborato al progetto di ristrutturazione della chiesa di Stilwater una volta che il protagonista entra in coma, ed è diventato la voce guida del percorso storico per turisti all'interno della chiesa stessa.

- Troy Bradshaw: si infiltra nella polizia per scoprire alcuni file e poi ne diventa il capo senza mai uscirne: si scoprirà che era sempre stato un poliziotto sotto copertura nei Saints.

- Dex: scompare senza lasciare traccia, ma ascoltando un'intercettazione da lui subita nella centrale di polizia scopriamo che è il capo della sicurezza della U.L.T.O.R.

- Eric Gryphon/Richard Hughes: imprenditore divenuto CEO della Ultor dopo la morte di Dane Vogel, si sospetta che quest'uomo sia in realtà Richard Hughes, sopravvissuto all'esplosione del suo yacht nella missione finale del primo capitolo.

## Colonna sonora
All’interno dei veicoli è possibile ascoltare varie stazioni radio, che in realtà sono composte principalmente da playlist di canzoni riprodotte in loop, intervallate da conversazioni dei DJ e ironiche pubblicità. Ogni stazione radio rappresenta un genere musicale diverso (funk, reggae, heavy metal, hip hop e altri), con artisti di spicco quali Duran Duran, Tears for Fears, Run DMC, Kasabian, Avenged Sevenfold, Paramore e Panic! at the Disco.
È inoltre presente una radio di musica classica, Klassic 102.4, che contiene brani di Mozart, Beethoven, Vivaldi e Čajkovskij.

## DLC
- Ultor Exposed: Tera Patrick (ispirata e doppiata dalla modella omonima) si mette in contatto chiedendoci aiuto per smascherare la Ultor e molti dei suoi esperimenti segreti.

- Corporate Warfare: Eric Gryphon vuole uccidere Dex e dovremo fare alcuni favori per lui e per la Ultor, smascherando vari piani segreti di Dex.

## Sequel
Il 18 novembre 2011 è uscito il sequel Saints Row: The Third. Nel cast compaiono importanti nomi come quello di Hulk Hogan. Il 23 agosto 2013 è uscito invece Saints Row IV, quarto capitolo della saga. Nel 2015 è uscita l'espansione stand-alone Saints Row: Gat out of Hell.

## Accoglienza
La rivista Play Generation lo classificò come il settimo miglior gioco d'avventura del 2008.